# Metro v Tokiu

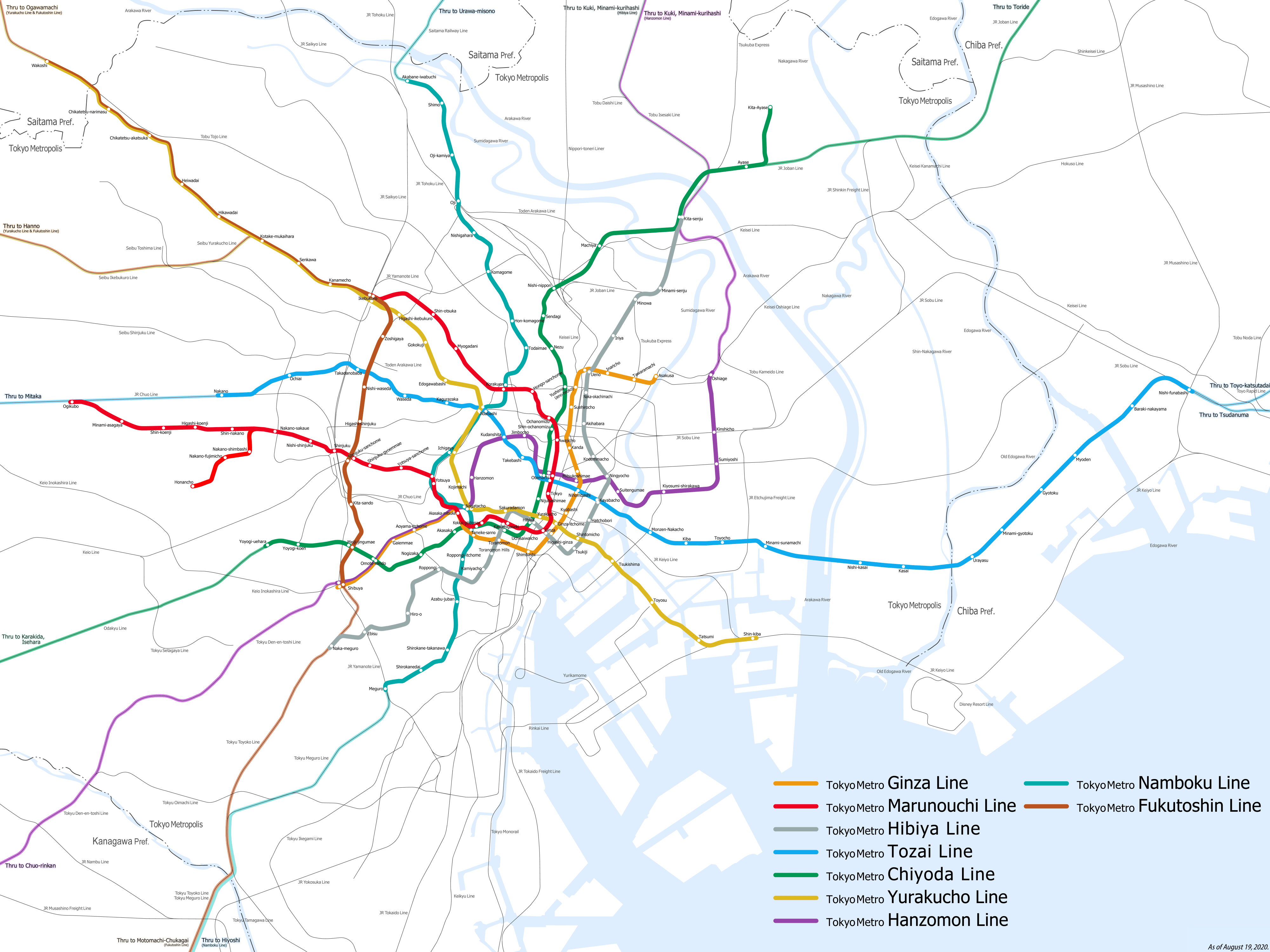
Linky Tokijského metra v porovnání s linkami Toei

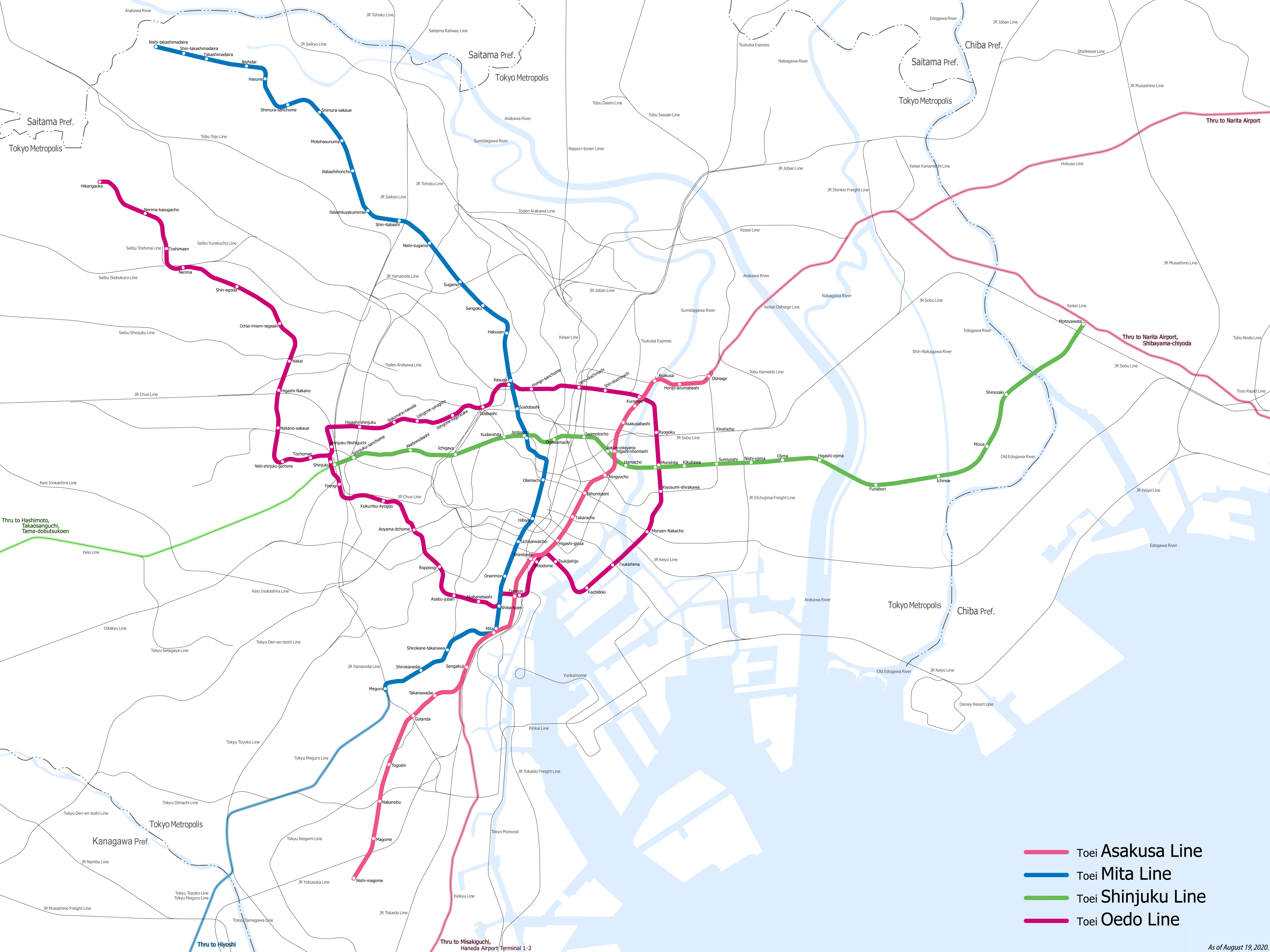
Linky Toei v porovnání s linkami Tokijského metra

Metro v Tokiu (japonsky 地下鉄, čikatecu) je vedle Japonských drah (Japan Railways Group neboli JR) nejdůležitějším a nejvyužívanějším dopravním systémem v Tokiu. Je provozováno dvěma subjekty, jedním je stejnojmenná soukromá společnost Tokijské metro (東京メトロ, Tókjó metoro) , druhým pak městský úřad, který spravuje linky známe pod názvem Toei (都営, lit. „provozovaný metropolitním úřadem“).

## Tokijské metro (společnost)
Plným názvem Tokijské metro, akciová společnost (東京地下鉄株式会社, Tókjó Čikatecu Kabušiki-gaiša), Tokijské metro je soukromá společnost vlastněná zčásti japonskou vládou, zčásti městským úřadem. Provozuje celkem 9 linek.
| Barva linky       | Značka | Číslo linky | Název linky                | Japonsky       | Trasa                      | Délka   |
| ----------------- | ------ | ----------- | -------------------------- | -------------- | -------------------------- | ------- |
| Oranžová          | G      | 3           | Ginza                      | 銀座線         | Šibuja – Asakusa           | 14,3 km |
| Červená           | M      | 4           | Marunouči                  | 丸ノ内線       | Ogikubo – Ikebukuro        | 24,2 km |
| Červená           | m      | 4           | Marunouči (vedlejší linka) | 丸ノ内線分岐線 | Nakano-sakaue – Hónančó    | 3,2 km  |
| Šedá              | H      | 2           | Hibija                     | 日比谷線       | Naka-Meguro – Kita-Sendžu  | 20,3 km |
| Modrá             | T      | 5           | Tózai                      | 東西線         | Nakano – Niši-Funabaši     | 30,8 km |
| Zelená            | C      | 9           | Čijoda                     | 千代田線       | Jojogi-uehara – Kita-ajase | 24,0 km |
| Žlutá             | Y      | 8           | Júrakučó                   | 有楽町線       | Wakóši – Šin-Kiba          | 28,3 km |
| Fialová           | Z      | 11          | Hanzómon                   | 半蔵門線       | Šibuja – Ošiage            | 16,8 km |
| Smaragdově zelená | N      | 7           | Namboku                    | 南北線         | Meguro – Akabane-iwabuči   | 21,3 km |
| Hnědá             | F      | 13          | Fukutošin                  | 副都心線       | Wakóši - Šibuja            | 20,2 km |

## Tóei
Linky Tóei spravuje Tokijský metropolitní úřad pro veřejnou dopravu (東京都交通局, Tókjó-to kócú-kjoku). Jsou celkem čtyři.
| Barva na mapě | Značka | Číslo linky | Název linky   | Japonsky     | Trasa                                                              | Délka   |
| ------------- | ------ | ----------- | ------------- | ------------ | ------------------------------------------------------------------ | ------- |
| Světle růžová | A      | 1           | Toei Asakusa  | 都営浅草線   | Niši-magome – Ošiage                                               | 18,3 km |
| Tmavě modrá   | I      | 6           | Toei Mita     | 都営三田線   | Širokane-takanawa – Niši-takašimadaira                             | 24,2 km |
| Tmavě modrá   | I      | 6           | Toei Mita     | 都営三田線   | Meguro – Širokane-takanawa, využívá Linku Tokijského metra Namboku | 2,3 km  |
| Světle zelená | S      | 10          | Toei Šindžuku | 都営新宿線   | Šindžuku – Moto-Jawata                                             | 23,5 km |
| Tmavě růžová  | E      | 12          | Toei Óedo     | 都営大江戸線 | radiální úsek: Hikarigaoka – Točómae                               | 12,9 km |
| Tmavě růžová  | E      | 12          | Toei Óedo     | 都営大江戸線 | Kruhový úsek: Točómae do Točómae, přes Roppongi a Rjógoku          | 27,8 km |

Kromě toho Tokijský metropolitní úřad pro veřejnou dopravu provozuje jedinou tokijskou tramvajovou linku Toden Arakawa (都電荒川), městské autobusy a jednokolejku v zoologické zahradě v Uenu.

## Systém přepravy cestujících
Linky metra a Toei jsou odděleny, stejných tratí využívají výjimečně. Oproti tomu tratí Japonských drah JR využívají obě společnosti poměrně často. Vzniká tak kombinovaný provoz podzemních a nadzemních drah, tzv. „through-service“.
Pokud cestující vlastní předplacenou časovou jízdenku, může využívat bez příplatku služeb obou společností, v opačném případě je nutno koupit si novou jízdenku při přestupu, nebo předem jízdenku přestupní.
Jízdenky se zakupují před vstupem do přepravního prostoru v prodejních automatech, cena se stanovuje podle vzdálenosti, která cestujícího dělí od cílové stanice. Po označení jízdenky cestující vstoupí do přepravního prostoru a do té doby, dokud využívá stejné společnosti, se může do cílové stanice dopravit libovolným způsobem, v libovolném čase (max. 24 hodin). V případě, že z přestupního prostoru vystupuje dále, než určuje cena jízdenky, není turniketem puštěn a zbývající cena se musí doplatit v k tomu účelu určených automatech, nebo u zřízence.
Všeobecně jsou ceny japonské podzemní dopravy relativně vysoké, např. cena za ujetí vzdálenosti tří stanic se v průměru blíží 200 jenům. Na druhou stranu se vedení linek snaží vycházet vstříc cestujícím neovládajícím japonštinu, informace o příští stanici a přestupech jsou tak ve vlacích hlášeny japonsky i anglicky, jména stanic jsou psána nejen znaky, ale i hiraganou a latinkou, automaty na jízdenky mohou být přepnuty do angličtiny, apod.
Japonské metro je známé svou přesností, čistotou a častou frekvencí spojů, avšak chybí noční provoz, poslední vlaky vyráží kolem půlnoci a jezdit začínají kolem páté ráno.